# Sde Warburg
Sde Warburg (hebrejsky שְׂדֵה וַרְבּוּרְג, doslova „Warbugrovo pole“, v oficiálním přepisu do angličtiny Sede Warburg) je vesnice typu mošav v Izraeli, v Centrálním distriktu, v Oblastní radě Drom ha-Šaron.

## Geografie
Leží v nadmořské výšce 51 metrů v hustě osídlené a zemědělsky intenzivně využívané pobřežní nížině, respektive Šaronské planině. Severně od obce prochází vádí Nachal Poleg.
Obec se nachází 9 kilometrů od břehu Středozemního moře, cca 20 kilometrů severovýchodně od centra Tel Avivu, cca 67 kilometrů jižně od centra Haify a 3 kilometry severně od města Kfar Saba. Sde Warburg obývají Židé, přičemž osídlení v tomto regionu je etnicky převážně židovské. Pouze 5 kilometrů severovýchodním směrem ovšem leží město Tira, které je součástí pásu měst a vesnic obývaných izraelskými Araby – takzvaný Trojúhelník. 6 kilometrů na jihovýchod od mošavu se za Zelenou linií oddělující vlastní Izrael v mezinárodně uznávaných hranicích od okupovaného Západního břehu Jordánu rozkládá velké palestinské arabské město Kalkílija.
Sde Warburg je na dopravní síť napojen pomocí místní silnice číslo 554.

## Dějiny
Sde Warburg byl založen v roce 1938. K usazení prvních obyvatel zde došlo v květnu 1938. Šlo o opevněnou osadu typu Hradba a věž. Pojmenována byla podle německého sionistického předáka Otto Warburga. Zakladateli vesnice byla skupina 30 židovských rodin z Německa. Osadnickou skupinu zorganizovala a výstavbu vesnice v počátcích prováděla organizace Rassco. Šlo o výsledek dohody, která umožnila německým Židům opustit nacistickou Říši. Výstavba prvních trvalých obydlí byla dokončena roku 1940. Během války za nezávislost v roce 1948 probíhaly v okolí mošavu těžké boje, přičemž opěrnými body Arabů byly vesnice Miska (později vysídlena) a Tira. O invazní průlom směrem k pobřeží Středozemního moře se v tomto úseku pokoušela irácká armáda. V průběhu bojů byly z mošavu evakuovány děti a ženy.
Po válce do vesnice dorazila skupina židovských imigrantů z Československa a Polska. V letech 1950-1957 posílil místní populaci příchod další skupiny Židů z Polska. V této době vedení mošavu rozhodlo, že jediným jazykem komunikace zde bude hebrejština, což vedlo k rezignaci některých předáků mošavu, kteří si stále udržovali výlučně znalost němčiny.
Před rokem 1949 měl Sde Warburg rozlohu katastrálního území 700 dunamů (0,7 kilometru čtverečního). Správní území obce v současnosti dosahuje 2900 dunamů (2,9 kilometru čtverečního). Místní ekonomika je založena na zemědělství (pěstování citrusů, květin a zeleniny a chov drůbeže).
Vesnice prochází stavební expanzí. Její první fáze byla dokončena roku 1992 (21 domů), druhá roku 1997 (43 domů) a třetí roku 2005 (72 domů). Zčásti šlo o výstavbu pro mladou generaci zdejších usedlíků, zčásti o domy pro nové rezidenty. Původní zemědělský charakter obce tak ustupuje do pozadí.

## Demografie
Podle údajů z roku 2014 tvořili naprostou většinu obyvatel v Sde Warburg Židé (včetně statistické kategorie "ostatní", která zahrnuje nearabské obyvatele židovského původu ale bez formální příslušnosti k židovskému náboženství).
Jde o menší sídlo vesnického typu s dlouhodobě výrazně rostoucí populací. K 31. prosinci 2014 zde žilo 1485 lidí. Během roku 2014 populace stoupla o 1,2 %.
| Rok            | 1948 | 1961 | 1972 | 1983 | 1995 | 2001 | 2003 | 2004 | 2005 | 2006 | 2007 | 2008 | 2009 | 2010 | 2011 | 2012 | 2013 | 2014 |
| -------------- | ---- | ---- | ---- | ---- | ---- | ---- | ---- | ---- | ---- | ---- | ---- | ---- | ---- | ---- | ---- | ---- | ---- | ---- |
| Počet obyvatel | 199  | 499  | 385  | 401  | 650  | 918  | 973  | 1036 | 1093 | 1174 | 1220 | 1215 | 1262 | 1342 | 1433 | 1472 | 1468 | 1485 |